# Instituto da Vinha e do Vinho

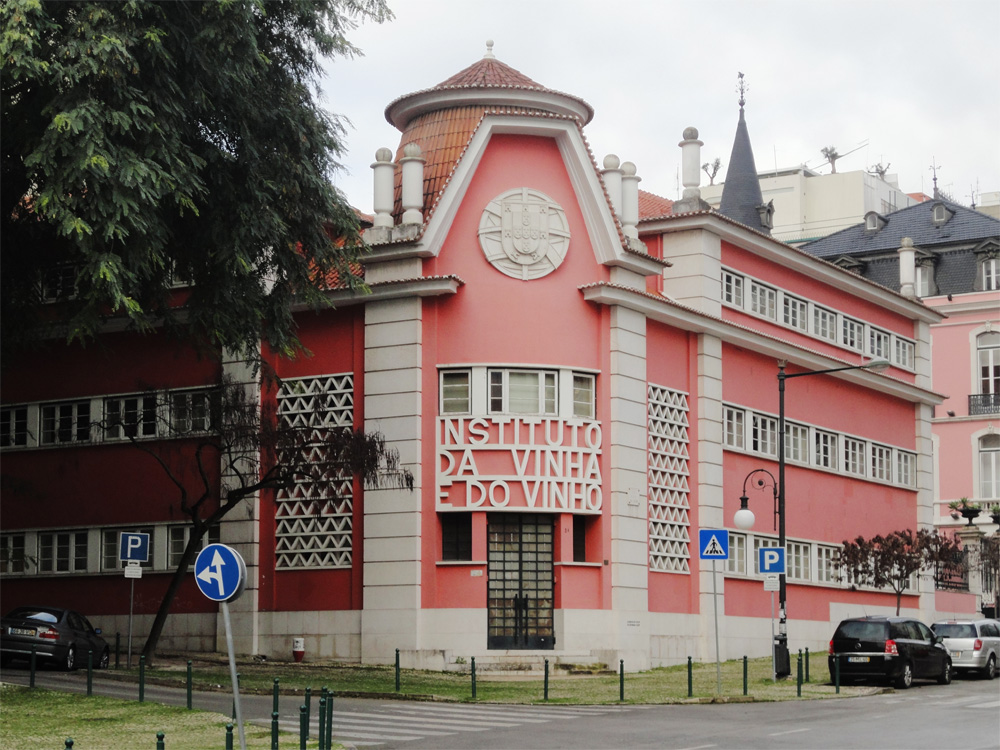
Edifício da sede da JNV, projetada por Cassiano Branco, em Lisboa

O Instituto da Vinha e do Vinho, abreviadamente designado por IVV, I. P., é um instituto público integrado na administração indireta do Estado português, dotado de autonomia administrativa e financeira e património próprio, que prossegue atribuições do Ministério da Agricultura, do Desenvolvimento Rural e das Pescas (MADRP), sob superintendência e tutela do respectivo Ministro. Criado pelo Decreto-Lei n.º 304/86, de 22 de Setembro, o IVV sucedeu à Junta Nacional do Vinho (JNV) e a sua criação teve como objetivo primordial adequar a organização corporativa ainda subsistente na JNV aos princípios e regras próprias das organizações comuns de mercado (OCM) da então Comunidade Económica Europeia, hoje União Europeia.
Tendo sido objeto de uma primeira alteração orgânica, através do Decreto-Lei n.º 102/93, de 2 de Abril, foi posteriormente reestruturado pelo Decreto-Lei n.º 99/97, de 26 de Abril, e pelo Decreto-Lei n.º 46/2007, de 27 de Fevereiro, redefinido como um organismo que deve centrar a sua atuação na coordenação da atividade vitivinícola portuguesa, em assegurar o sistema de certificação de qualidade, na definição e acompanhamento das regras da OCM e na coordenação e supervisão das ações de promoção, para além de atuar como instância de contacto com a União Europeia, bem como assegurar a supervisão e auditoria das entidades certificadoras.